# Prager Fernsehturm
Der Prager Fernsehturm oder Fernsehturm Žižkov (Žižkovská televizní věž, auch Žižkovský vysílač) im Prager Stadtteil Žižkov ist ein öffentlich zugänglicher Fernsehturm.

## Lage

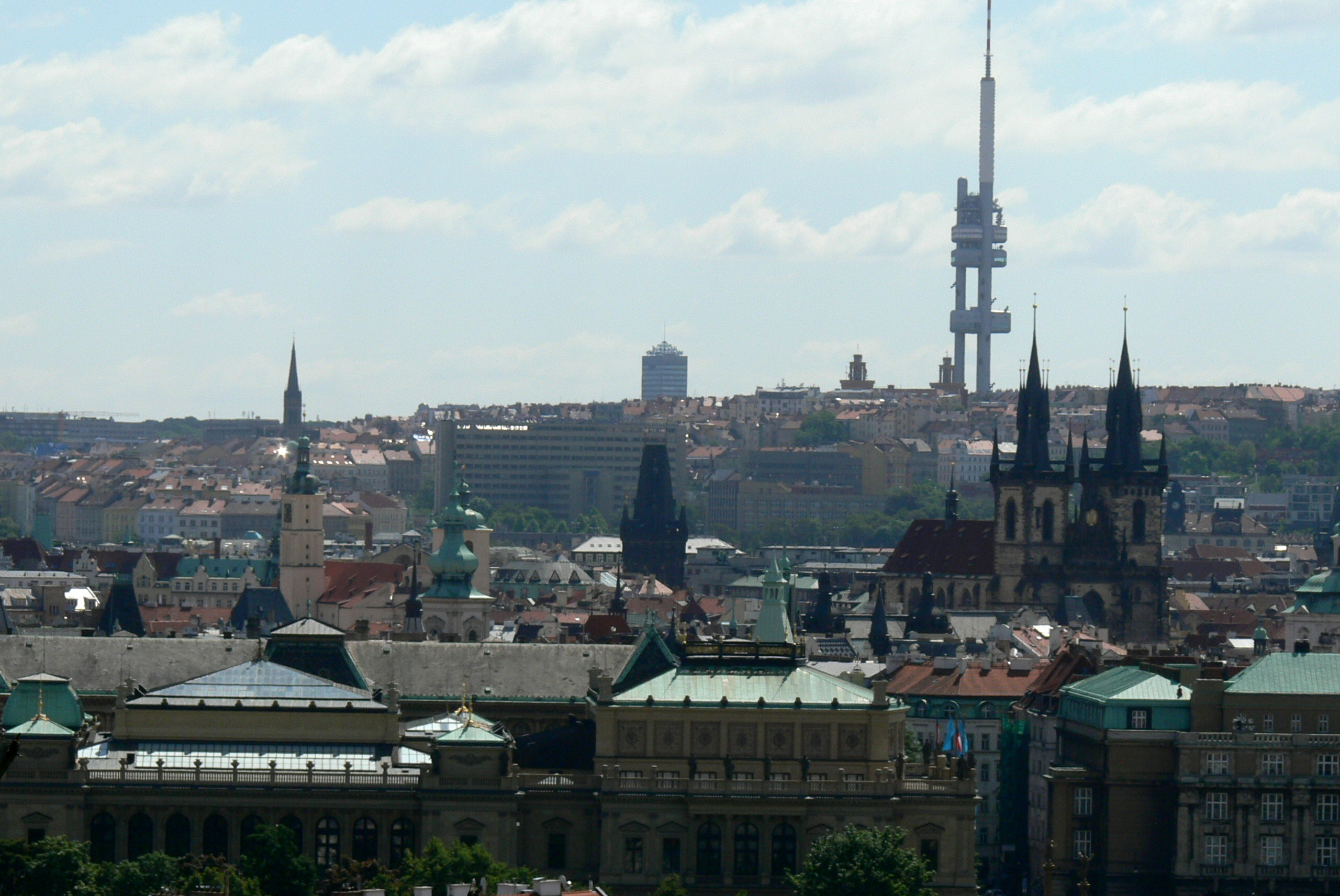
Blick vom Hradschin über die Prager Altstadt mit Teynkirche zum Fernsehturm

Der Turm steht östlich und etwas erhöht zum Prager Stadtkern. An der Nordseite der kleinen Parkanlage Mahlerovy sady, in der der Fernsehturm steht, befindet sich der jüdische Friedhof Žižkov. 

## Beschreibung

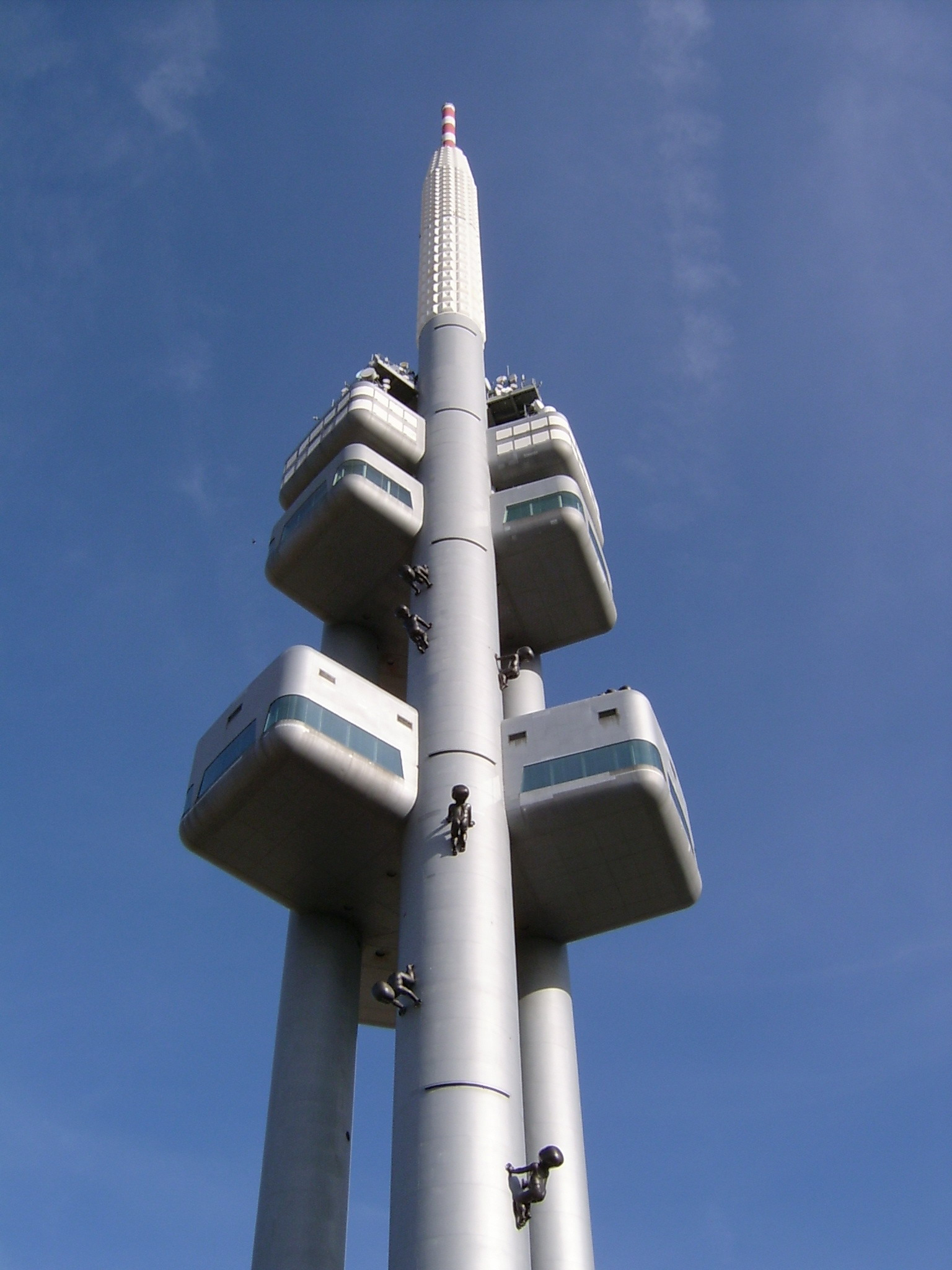
Detailaufnahme

Das ungewöhnliche Bauwerk besteht aus drei 134 Meter hohen, stahlverkleideten Betonsäulen, an denen die Räumlichkeiten für die Sendetechnik, die Aussichtsplattform und das Turmrestaurant angebracht sind.
Die dickste Betonsäule misst 6,4 Meter im Durchmesser; an ihrer Spitze setzt sich der Antennenmast fort. In ihr sind die beiden Besucheraufzüge untergebracht. Die beiden kleineren haben einen Durchmesser von 4,8 Meter. In den kleineren Säulen befindet sich jeweils ein Personalaufzug und eine Treppe für den Notfall. Das Fundament ist 15 Meter tief und besteht aus einer 4 Meter dicken Platte aus armiertem Beton von 30 Metern Durchmesser. Die berechnete maximale Abweichung von der Vertikalen an der Spitze des Turms beträgt 120 Zentimeter; Pendelbewegungen werden durch spezielle Pendelelemente gedämpft.
Der für die Öffentlichkeit zugängliche Turm ist 216 Meter hoch und besitzt in 63 Metern Höhe ein Turmrestaurant und in 93 Metern Höhe eine verglaste Aussichtsplattform. Der Turm dient neben der Verbreitung von Fernseh- und Hörfunkprogrammen als Aussichtsturm sowie als meteorologische Station. 

## Geschichte
Baubeginn des Prager Fernsehturms war 1985, seine Eröffnung am 18. Februar 1992. Die ungewöhnliche Bauform wurde bewusst als Kontrast zu den historischen Bauwerken der Prager Innenstadt gestaltet. Dazu bemerkte der Architekt Václav Aulický:

„Seine Gesamterscheinung sollte von vorneherein die Möglichkeit eines direkten Vergleichs oder gar der Konkurrenz mit den wichtigen Gebäuden der Altstadt ausschließen.“

Die im Jahr 2000 an den Säulen des Turms angebrachten stilisierten Plastiken von herumkrabbelnden Kleinkindern stammen vom tschechischen Bildhauer David Černý. Zusätzlich werden die Säulen bei Nacht markant in den Landesfarben Tschechiens weiß, rot und blau angestrahlt.